# Pastorale officium
Pastorale officium foi um breve apostólico emitido pelo Papa Paulo III, em 29 de maio de 1537, ao cardeal Juan Pardo de Tavera, que declara que qualquer pessoa que escraviza ou despoja indígenas americanos seria automaticamente excomungada.
A dura ameaça de punição (Latae sententiae) contida na Pastorale officium fez os conquistadores reclamarem com o rei e imperador espanhol. Carlos V passou a argumentar que a carta era prejudicial ao direito imperial de colonização e prejudicial à paz das Índias. A insistência de Carlos V para revogar os breves e as bulas de 1537 exemplifica a tensão da preocupação com a evangelização manifestada nos ensinamentos de 1537 e a pressão para honrar o sistema de patrocínio real. A posição enfraquecida do papa e a memória do saque de Roma (1527) uma década antes por tropas imperiais fizeram com que as autoridades eclesiásticas hesitassem em se envolver em qualquer possível confronto com o imperador. Sob pressão crescente, o Papa Paulo III sucumbiu e removeu as censuras eclesiásticas na carta intitulada Non Indecens Videtur.
A anulação da carta eclesiástica não foi uma negação do ensino doutrinário da equivalência espiritual de todos os seres humanos. A anulação deu origem à subsequente encíclica papal Sublimis Deus promulgada pelo Papa Paulo III em 2 de junho de 1537. Assim, a Pastorale officium tem sido vista como um documento companheiro para o encíclica Sublimis Deus.
Stogre (1992) observa que Sublimus Dei não está presente no compêndio de Denzinger de textos de origem teológico-históricos.